# The Secret (мініальбом Остіна Махона)
The Secret (укр. Секрет) — другий мініальбом американського співака Остіна Махона, що вийшов 27 травня 2014 року.

## Анонс
В інтерв'ю журналу Billboard 4 листопада 2013 року Махон повідомив, що міні-альбом буде записаний створений у співпраці з Flo Rida і, можливо, одним або двома іншими виконавцями. Він додав: «Процес триває дивовижно — я намагаюся приділити увагу кожній дрібниці і просто зробити мані-альбом таким, щоб він абсолютно ідеально підходив для моїх шанувальників.» Також було анонсовано, що міні-альбом матиме мотиви поп-музики 90-х років і окремі відбитки впливу творчості Брітні Спірс, Backstreet Boys і ’N Sync.

## Композиція
Жанр мініальбому характеризується музичними критиками як поп і EDM. За словами Махона, мініальбом став сумішшю поп, R&B, електронно-танцювальної музики і мотивів пісень Backstreet Boys 90-х років. Відповідаючи на питання про мініальбом в інтерв'ю MTV News, Махон сказав, що пісні з його новому альбомі будуть «звучати як „What About Love“, ніби це поєднання EDM старої та нової школи». Девід Лім, у статті для So So Gay, зазначив, що у звучанні мініальбому відчувається вплив шведського поп-продюсера Макса Мартіна, який створив пісні наприкінці 90-х в жанрі тін-поп для таких зірок як Брітні Спірс, Backstreet Boys і ’N Sync.
Другий сингл мініальбому «Mmm Yeah» в жанрі денс-поп має складну композицію, що поєднує фанк-мотиви труб, ударні електропоп-ритми four on the floor, мотиви чикаго-хауза, хіп-хопу, і латиноамериканської музики. Трек значною мірою повторює сингл Ліделла Тоунселла 1992 року «Nu Nu». В той же час, пісня «All I Ever Need» — це поєднання «свіжого» даунтемпо-R&B і поп-слоу-джему.

## Сингли
«What About Love» вийшла як сингл 10 червня 2013 року, але включена тільки в міжнародну версію альбому. Пісня посіла 66 позицію в чарті Billboard Hot 100. Другий сингл «Mmm Yeah» за участі репера Pitbull вийшов 26 січня 2014 року.

### Промо-сингли
Пісня «Till I Find You» була презентована як перший промо-сингл 18 квітня 2014 року під час програми на радіо On Air with Ryan Seacrest. Вона увійшла до відеогри Just Dance 2015. «All I Ever Need» вийшов як другий промо-сингл 13 травня 2014 року. «Shadow» вийшов 26 травня 2014 року під час виступу в ранковому шоу Today. Махон випустив музичне відео до цієї пісні на Vevo на 29 травня 2014 року.

## Критичні оцінки
У своєму огляді для щоденної американської газети USA Today Еліса Гарднер дала неоднозначну оцінку міні-альбому, зазначивши: «Несправедливо буде назвати його „маленький Бібер“; загалом, мелодії що запам'ятовуються відсилають до N'Sync, Backstreet Boys і навіть New Kids. Його вершковий сум повинен змусити юні серця тріпотіти.»

## Комерційна ефективність
Альбом дебютував на 5 місці в чарті Billboard 200 з продажем 46000 примірників за перший тиждень. Станом на листопад 2014 року продажі The Secret сягнули 100,000 копій в Сполучених Штатах. Остін написав у Твіттері, що він вирушить в концертний тур на підтримку міні-альбому Північнійою Америкою, а потім додав, що тур пройде і Мексикою.

## Трек-лист
Стандартне видання
| #     | Назва                          | Автор | Продюсери                                         | Тривалість |
| ----- | ------------------------------ | --- | ------------------------------------------------- | ---------- |
| 1.    | «Till I Find You»              | Остін Махон RedOne Еміра Рулантс Міка Гілорі Джиммі Джокер AJ Junior [en] Білал Хаджжі [en]                                                                      | RedOne Джокер                                     | 3:00       |
| 2.    | «Next to You»                  | Махон RedOne Джокер Бьорн Джапстром | RedOne Джокер                                     | 3:04       |
| 3.    | «Mmm Yeah» (за участі Pitbull) | Махон Армандо Перес Алекс Шварц [en] Джо Хажядурян [en] Вільям Лоббан-Бін [en] Етан Лоурі Чейс Летт Ламар Махон Кіт Мейберрі Крейг Сімпкінс Ліделл Тоунселл [en] | The Futuristics [en] Cook Classics [en] Шварц [a] | 3:51       |
| 4.    | «Secret»                       | Махон RedOne Джокер Міка Гілорі Рівінгтон Старчілд Junior | RedOne Джокер                                     | 3:18       |
| 5.    | «Can't Fight This Love»        | Махон RedOne Алеєна Гібсон Кевін Гоґдал Фредрік Томандер | RedOne Томандер                                   | 2:46       |
| 6.    | «All I Ever Need»              | Махон Роберт Вільянуева | Махон                                             | 3:33       |
| 7.    | «The One I've Waited For»      | Махон RedOne Tiny Island AJ Junior | RedOne Tiny Island                                | 3:39       |
| 8.    | «Shadow» (acoustic)            | Махон Гібсон Рулантс | RedOne Томандер                                   | 3:48       |
| 26:59 |                                | |                                                   |            |

| Міжнародний бонусний трек | Міжнародний бонусний трек | Міжнародний бонусний трек                          | Міжнародний бонусний трек | Міжнародний бонусний трек |
| #                         | Назва                     | Автор                                              | Продюсери                 | Тривалість                |
| ------------------------- | ------------------------- | -------------------------------------------------- | ------------------------- | ------------------------- |
| 9.                        | «What About Love»         | Махон RedOne Джокер Junior Хаджжі Мохомбі Старчілд | RedOne Джокер             | 3:23                      |
| 30:22                     |                           |                                                    |                           |                           |

| Бонусні треки японського видання | Бонусні треки японського видання                    | Бонусні треки японського видання | Бонусні треки японського видання                         | Бонусні треки японського видання |
| #                                | Назва                                               | Автор | Продюсери                                                | Тривалість                       |
| -------------------------------- | --------------------------------------------------- | --- | -------------------------------------------------------- | -------------------------------- |
| 10.                              | «U»                                                 | Махон Брендон Грін [en] | Maejor                                                   | 3:36                             |
| 11.                              | «Mmm Yeah» (за участі Pitbull) (Jump Smokers Remix) | Махон Армандо Перес Алекс Шварц [en] Джо Хажядурян [en] Вільям Лоббан-Бін Етан Лоурі Ламар Махон Кіт Мейберрі Крейг Сімпкінс Ліделл Тоунселл | The Futuristics Cook Classics Шварц [a] Jump Smokers [b] | 4:22                             |
| 37:20                            |                                                     | |                                                          |                                  |

| Японське делюкс-DVD видання | Японське делюкс-DVD видання                       | Японське делюкс-DVD видання | Японське делюкс-DVD видання |
| #                           | Назва                                             | Режисер                     | Тривалість                  |
| --------------------------- | ------------------------------------------------- | --------------------------- | --------------------------- |
| 1.                          | «Mmm Yeah» (за участі Pitbull) (музичне відео)    | Рокко Вальдес Ден Руф       |                             |
| 2.                          | «What About Love» (музичне відео)                 | Колін Тіллі                 |                             |
| 3.                          | «Mmm Yeah» (за участі Pitbull) (ліричне відео)    | N/A                         |                             |
| 4.                          | «Mmm Yeah» (за участі Pitbull) (концертний запис) | N/A                         |                             |
| 5.                          | «What About Love» (концертний запис)              | N/A                         |                             |
| 6.                          | «Behind the Scenes in Japan»                      | N/A                         |                             |

Примітки
- ↑  вокальний продюсер
- ↑  автор реміксу

## Чарти
| Чарт (2014)                                | Найвища позиція |
| ------------------------------------------ | --------------- |
| Australian Albums (ARIA)                   | 74              |
| Бельгія Belgian Albums (Ultratop Flanders) | 60              |
| Бельгія Belgian Albums (Ultratop Wallonia) | 129             |
| Канада Canadian Albums (Billboard)         | 11              |
| Данія Danish Albums (Hitlisten)            | 18              |
| Франція French Albums (SNEP)               | 85              |
| Нідерланди Dutch Albums (MegaCharts)       | 42              |
| Italian Albums (FIMI)                      | 12              |
| Mexican Albums (Top 100 Mexico)            | 26              |
| Норвегія Norwegian Albums (VG-lista)       | 11              |
| Іспанія Spanish Albums (PROMUSICAE)        | 27              |
| США Billboard 200                          | 5               |

## Історія випуску
| Регіон    | Дата           | Формат                  | Лейбл                             |
| --------- | -------------- | ----------------------- | --------------------------------- |
| Австралія | 23 травня 2014 | CD цифрове завантаження | Chase Records, Cash Money Records |
| США       | 27 травня 2014 | CD цифрове завантаження | Chase Records, Cash Money Records |
| Японія    | 18 червня 2014 | CD CD+ DVD              | Chase Records, Cash Money Records |